# Mesquita de Três Portas
A mesquita de Três Portas (em árabe: مسجد الأبواب الثلاثة; em francês:  Mosquée des Trois Portes) ou Mesquita de Maomé ibne Cairum (em árabe: مسجد ابن خيرون) é uma mesquita na cidade de Cairuão, na Tunísia.